# Taratata
Ne doit pas être confondu avec Tarata.
Taratata 100% live, précédemment Taratata jusqu'au 12 juillet 2013, est une émission de télévision musicale française axée sur la chanson rock (bien qu'aujourd'hui pratiquement tous les styles sont abordés comme le rap ou la pop) créée en 1993 et présentée par Nagui, diffusée sur RTL2, TV5 Monde et TV5 Québec Canada. À partir de la rentrée 2006, la diffusion de France 2 s'accompagne d'une diffusion simultanée sur Virgin Radio, puis sur Europe 1 à partir de la rentrée 2009. En 1995 et en 2000, Nagui reçoit le Sept d'or de la meilleure émission musicale et reçoit également en 2008 le Moustique d'or de la meilleure émission musicale et du meilleur animateur.
En septembre 1973, l'émission musicale de variétés intitulée pour la première fois « Taratata » est diffusée en couleur sur la Deuxième chaîne de l'ORTF, présentée par Jacques Martin et Évelyne Pagès mais cette émission n'a aucun rapport avec celle créée 20 ans plus tard sur France 2,.
Le 31 mai 2013, le groupe France Télévisions annonce l'arrêt de l'émission. De retour à l'antenne en septembre 2015, l'émission est alors rebaptisée Taratata 100% Live.
À l'occasion du trentième anniversaire de Taratata, un concert enregistré à Paris La Défense Arena d'une durée de 3 h 30 est diffusé le 3 novembre 2023 sur France 2, avec 84 artistes et 28 musiciens sur une scène de 1 000 m2 devant 40 000 spectateurs.
Une émission spéciale de Taratata célèbre les 40 ans de l'Accor Arena de Paris avec un concert festif, enregistré le jeudi 19 septembre 2024 et diffusé le vendredi 25 octobre 2024 en début de soirée sur France 2, réunissant plus de 70 artistes sur scène.

## Origine du nom
Onomatopée destinée initialement à imiter le bruit de la trompette (le latin, avec taratantara, possède déjà cette onomatopée) puis de tout instrument à vent, citée par exemple le 1er novembre 1860 dans le journal des frères Goncourt (« Roux, un petit officier de fortune, parlant naturellement le roulement du tambour et le taratata du pioupiou »), elle constitue par la suite une interjection pouvant exprimer familièrement le dédain, l'incrédulité, le doute face aux propos de son interlocuteur.
En septembre 1973, l'émission musicale de variétés intitulée « Taratata », présentée par Jacques Martin et Évelyne Pagès, est produite et diffusée par l'ORTF.
Initialement, Nagui pense appeler son émission Poum poum tchak, titre évoquant un tempo de batterie.

## Principe de l'émission
Cette émission a pour but de faire connaître ou reconnaître des artistes du genre Pop rock, même si beaucoup d'autres genres musicaux sont programmés dans Taratata. Dans cette perspective, ces artistes sont invités à interpréter un de leurs titres ou une reprise en direct, seuls ou en duo avec un autre artiste. Toutefois, les prestations se prolongent parfois. Ainsi notamment, le groupe Red Hot Chili Peppers joue quarante-cinq minutes lors de leur dernier passage.[réf. nécessaire]
L'émission étant enregistrée dans les conditions du direct, il n'est pas rare d'observer des problèmes techniques. Certains artistes n'hésitent pas dans ce cas à livrer un cadeau bonus aux téléspectateurs, en interprétant une autre de leurs chansons ou en jouant une reprise. Les téléspectateurs de France 4 bénéficient dès lors d'un extrait dans les bonus. Taratata supprime une image par seconde sur 25, créant ainsi un décalage visuel notable. Cette modification volontaire de l'image, appelée depuis « effet Pullicino » du nom du réalisateur, est censée donner un effet plus cinématographique.
Nagui reçoit régulièrement des artistes français (comme Tryo, Tété…) et étrangers (comme Lady Gaga, The Sugarhill Gang, Raul Midón, Scorpions…).
L'émission invite généralement un ou deux chanteurs célèbres et plusieurs artistes beaucoup moins connus. Ainsi grâce à Taratata, le public peut découvrir à la télévision française certains artistes comme Devendra Banhart, Katie Melua, Ayọ, James Blunt, Mika, Daniel Powter, Hyphen Hyphen etc.

## Diffusion
Le premier numéro de Taratata est diffusé le 10 janvier 1993. Lors de sa création, l'émission est diffusée sur France 2 en seconde partie de soirée, animée alors par Nagui. Elle est tournée aux Studios du Village de la Communication à Saint-Ouen et depuis septembre 1993 à la Plaine Saint Denis au Studio 128 conçu au départ spécialement pour l'émission. L'INA et le CNC participent à la réalisation de cette émission.
Nagui est remplacé par Alexandra Kazan de 1996 à 1997[réf. nécessaire]. Le coût de l'émission et son audience confidentielle amenèrent à sa suppression en 2000. Taratata revient en avril 2005 et est alors diffusée tous les mardis en deuxième partie de soirée sur France 4, agrémentée de bonus où l'on peut voir les artistes répéter ainsi que le travail des techniciens qui préparent l'émission.
L'émission est rediffusée sur France 2 le vendredi soir à partir de minuit et le dimanche soir sur France 4 à partir de 1 h 30. L'émission est aussi diffusée sur TV5 Québec Canada. Le 21 juin 2010, à partir de 20 h 35 sur France 2, Nagui présente en direct de Carcassonne, un numéro spécial de Taratata pour fêter la Fête de la musique, et fait appel également aux jeunes talents pour l'occasion.
Depuis juin 2011, l'émission est diffusée uniquement sur France 2. Le 21 juin 2011, l'émission a été diffusée à 20 h 35 sur France 2, La Deux (RTBF), Europe 1 et Twizz, en direct de Bruxelles. Le 21 juin 2012, Taratata a célébré la fête de la musique une nouvelle fois en direct de Carcassonne, comme en 1993, 1994 et 2010. Le 24 avril 2013, un site sur les médias annonce la fin de l'émission pour des raisons budgétaires. Le 31 mai 2013, le groupe France Télévisions confirme l'arrêt de l'émission,. Une dernière émission a été enregistrée pour France Télévisions le 13 juin 2013 et a été diffusée le 12 juillet 2013. Malgré cette annonce, la diffusion de l'émission se poursuit sur Internet, comme annoncé le 14 juin 2013 ainsi que sur TV5Monde, Plug RTL(Belgique) et RTL2; un concert est organisé au Zénith de Paris le 10 octobre 2013.
En septembre 2015, la nouvelle présidente de France Télévisions, Delphine Ernotte, annonce le retour de l'émission sur France 2.
L'émission est de retour le 24 octobre 2015 en prime-time sur France 2 et réalise un succès d'audience en se classant à la deuxième place des audiences (4,3 millions de téléspectateurs pour 20,9 % de part de marché). Ce prime n'est pas vraiment un numéro de Taratata mais un concert, sans interview, avec de nombreux artistes comme Johnny Hallyday, Laurent Voulzy, Black M ou encore Selah Sue.
A son retour, Taratata est diffusé chaque mois en seconde partie de soirée le vendredi (sauf entre septembre et novembre 2019) et le lundi (30 septembre 2019-4 novembre 2019) sur France 2.
A la suite du retour de France 4 en soirée avec une programmation orientée culturelle (depuis juin 2025), les numéros inédits sont désormais diffusés sur la chaîne chaque mois le mercredi en prime time et rediffusés sur France 2 le vendredi de la semaine d'après en seconde partie de soirée comme depuis 2015,.
Une version arabe de Taratata passe sur Dubai TV, avec le même concept que celui de Nagui (mais dans une version moins rock et plus raï). Cette édition est diffusée depuis le 15 avril 2007 sur la chaîne tous les dimanches (18h30 UTC+4). Si de nombreuses stars de la chanson arabe y défilent, les animateurs également puisqu'à la différence de l'original, Taratata arabe est présenté en alternance. Depuis 2005, la société Periscoop se lance dans la production audiovisuelle et achète les droits de plusieurs émissions françaises afin de les adapter et de les produire en langue arabe.

### Pétition à la suite de l'arrêt de 2013 de l'émission, reprise en 2015
Une pétition est créée sur Internet dès l'annonce de l'arrêt de l'émission ainsi qu'un comité de soutien (avec de nombreux artistes) sur les réseaux sociaux rassemblant 200 000 signatures en quelques jours seulement,,,. La pétition a été un succès. L'émission continue sur vente-privee.com, RTL2, Plug RTL ou encore TV5Monde dès l'automne 2013. Elle revient sur France 2 en octobre 2015.

## Identité visuelle

Logo de 1993 à 2013.
Logo depuis 2015.

## Fiche technique
- Réalisation : Gérard Pullicino
- Programmation : Marie Prycko de 1993 à 2024
- Conception Lumière : Jean-Philippe Bourdon (récompensé par deux Sept d'or en 1994 et 1995).
- Directeur Photo : Jean-Philippe Bourdon.
- Son : Patrice Cramer de 1993 à 2016 (récompensé par deux Sept d'or en 1994 et 1995).
- Mix : Jérôme Blondel, Yves Jaget (2023)
- Présentation : Nagui
- Production : Air Productions
- Musique générique: Jean-Jacques Goldman